# 알리 카라셰프

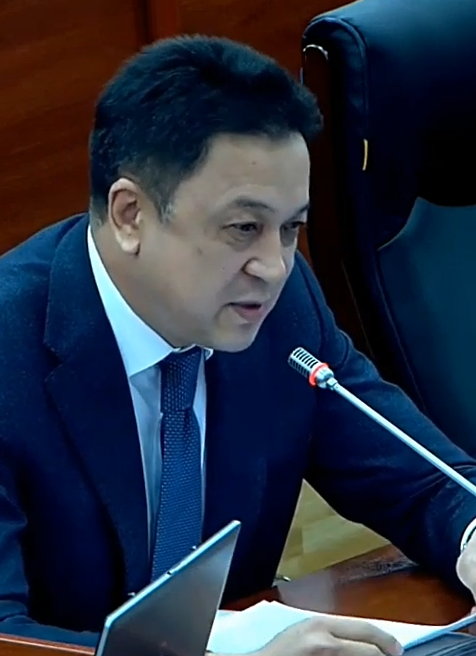

알리 아지모비치 카라셰프(키르기스어: Аалы Азимович Карашев, 1968년 10월 30일 ~ )는 키르기스스탄의 정치인이다. 2012년 9월 1일부터 2012년 9월 5일까지 키르기스스탄의 임시 총리를 역임하였다.